# Harry Treadaway
Harry John Newman Treadaway (Exeter, 10 de setembro de 1984) é um ator inglês mais conhecido pelo seu papel de Victor Frankenstein na série de televisão Penny Dreadful.

## Primeiros anos
Harry nasceu no Royal Devon and Exeter Hospital em Exeter , Devon, Foi criado em Sandford, Devon. O seu pai é arquiteto e a sua mãe é professora primária. Ele tem um irmão mais velho, Sam (artista) e um irmão gémeo 20 minutos mais velho, Luke. Harry e Luke frequentaram a Queen Elizabeth's Community College em Crediton, Devon, onde jogaram duas vezes para a Devon Cup, tendo vencido uma vez.
Inspirados pela sua admiração de Eddie Vedder e com o apoio do seu professor de teatro do secundário, Phil Gasson, os gémeos fundaram uma banda, os Lizardsun com Matt Conyngham e Seth Campbell. Os gémeos frequentaram o National Youth Theatre juntos e em 2006 completaram um curso de representação na London Academy of Music and Dramatic Art.

## Carreira
Os irmãos Treadaway tiveram a sua estreia profissional no filme Brothers of the Head, onde interpretaram os papéis de gémeos siameses que tocam numa banda de punk rock. Harry interpretou o papel de Tom Howe, o guitarrista e compositor da banda, e Luke interpretou Barry Howe, o vocalista. Durante os ensaios para o filme e ao longo da rodagem, Harry e Luke estavam ligados um ao outro, durante 15 horas por dia, através de roupa de mergulho. Os dois também dormiam na mesma cama para compreenderem as suas personagens. Os irmãos gravaram todas as músicas que se ouvem no filme e ainda nove faixas para o CD. Os irmãos fizeram uma pausa no curso de representação para participarem neste filme e os dois partilharam uma nomeação para os British Independent Film Awards na categoria de Ator Mais Promissor.
Enquanto estava a tirar o curso, Harry ainda filmou Miss Marple: Sleeping Murder do canal ITV e participou na peça Myrna Molloy da Operating Theatre Company em 2006.
Depois de terminar o curso, os primeiros projetos de Harry foram Recovery (onde interpretou o papel de filho das personagens de David Tennant e de Sarah Parish)  e Cape Wrath do Channel Four, onde fez o papel de Mark Brogan. Harry fez parte do elenco do filme Control onde interpretou o papel de Stephen Morris, o baterista dos Joy Division. Em 2008 participou no telefilme The Shooting of Thomas Hurndall do Channel Four e na curta-metragem Love You More, realizada por Sam Taylor-Wood.
Em 2008, protagonizou o filme de terror, The Disappeared, realizado por Johnny Kevorkian. No mesmo ano protagonizou City of Ember. um filme de fantasia baseado no romance homónimo de Jeanne DuPrau sobre uma cidade subterrânea fictícia onde contracena com Saoirse Ronan. O filme  foi um fracasso de bilheteira, tendo gerado apenas 17 milhões de dólares nos Estados Unidos com um orçamento de 55 milhões de dólares.
No ano seguinte, Harry fez a sua estreia profissional no teatro com a peça Over There de Mark Ravenhill, apresentada no Royal Court Theatre. A peça conta a história de dois irmãos gémeos berlinenses separados pelo muro de Berlim. Harry interpretou o papel de Franz, o gémeo que vive do lado oeste do muro com a mãe e o seu irmão Luke interpretou o papel de Karl que ficou a viver no lado leste com o seu pai socialista.

Ainda em 2009, Harry participou no filme Fish Tank, protagonizado por Katie Jarvis e Michael Fassbender.
Em 2013, interpretou o papel secundário de Frank no filme The Lone Ranger, protagonizado por Johnny Depp e Armie Hammer. No mesmo ano protagonizou O Voo das Cegonhas, uma minissérie de produção francesa baseada no romance homónimo de Jean-Christophe Grangé. Harry interpreta o papel de Jonathan Anselme, um jovem académico inglês que segue a migração das cegonhas da Suíça para a Àfrica e que no caminho se envolve numa rede internacional de intriga. Ainda em 2013, fez parte do elenco principal da série Truckers. Transmitida pela BBC One, a série segue as vidas de um grupo de camionistas de Nottingham.
Em 2014, o ator participou num episódio da minissérie Fleming & Bond no papel de Sub-tenente Hepworth. No mesmo ano protagonizou, com Rose Leslie, o filme de terror Honeymoon, no papel de Paul. O filme segue a história de um casal cuja lua-de-mel fica caótica depois de Paul encontrar a esposa desorientada na floresta na primeira noite que passam numa cabana junto a um lago.

## Vida pessoal
Harry divide um apartamento no norte de Londres com o irmão gémeo, Luke, a atriz Ruta Gedmintas (a namorada de Luke), e com uma amigo que toca na sua banda.

## Filmografia
| Ano       | Título                          | Papel                           |
| --------- | ------------------------------- | ------------------------------- |
| 2005      | Brothers of the Head            | Tom Howe                        |
| 2006      | Marple: "Sleeping Murder"       | George Erskine                  |
| 2006      | Afterlife                       | Liam                            |
| 2007      | Recovery                        | Dean Hamilton                   |
| 2007      | Control                         | Stephen Morris                  |
| 2007      | Cape Wrath                      | Mark Brogan                     |
| 2008      | Love You More                   | Peter                           |
| 2008      | The Disappeared                 | Matthew Ryan                    |
| 2008      | City of Ember                   | Doon Harrow                     |
| 2008      | The Shooting of Thomas Hurndall | Billy                           |
| 2009      | Fish Tank                       | Billy                           |
| 2010      | Pelican Blood                   | Nikko                           |
| 2011      | The Night Watch                 | Duncan Pearce                   |
| 2011      | The Last Furlong                | James Furlong                   |
| 2011      | Albatross                       | Jake                            |
| 2012      | Cockneys vs Zombies             | Andy Macguire                   |
| 2012      | Flight of the Storks            | Jonathan Anselme                |
| 2013      | The Lone Ranger                 | Frank                           |
| 2013      | Truckers                        | Glen Davies                     |
| 2014      | Honeymoon                       | Paul                            |
| 2014–2016 | Penny Dreadful                  | Dr. Victor Frankenstein         |
| 2017      | Mr. Mercedes                    | Brady Hartsfield (Mr. Mercedes) |

## Ligações Externas
- Harry Treadaway. no IMDb.